# Folke Thunborg
Tord Folke Thunborg, född 16 mars 1909 i Söderhamn, död 10 maj 1957 i Luleå, var en svensk ämbetsman och politiker. 

## Biografi
Folke Thunborg var son till målare Lars Thunborg och Agda Johansson samt bror till Frithiof Thunborg. Han studerade vid Brunnsviks folkhögskola 1928–1930, vid Socialpolitiska institutet 1931–1933 och var Brantingstipendiat. Han var studiesekreterare i SSU 1933–1935, förbundssekreterare 1935–1940, generalsekreterare i centralkommittén för det frivilliga försvarsarbetet och redaktör för Folk och försvar 1940–1942, direktör i Aftontidningen 1942–1944, sakkunnig i socialdepartementet 1944–1947, statssekreterare i inrikesdepartementet 1947 och landshövding i Norrbottens län 1953–1957.
Thunborg var ledamot av Socialistiska ungdomsinternationalens exekutivkommitté 1935–1940 och styrelseordförande i Stockholms socialinstitut 1950–1953. Han var ledamot av 1937 års utredning angående allmänna samlingslokaler, bestyrelsen för Sveriges deltagande i New York-utställningen 1939, verkställande ledamot i arbetsutskottet för nationalinsamlingen för Finland, ledamot av 1940 års militära socialvårdskommitté, 1941 års hemortsförsvarssakkunnig, sakkunnig för sjömilitär ungdomsutbildning, 1944 års sakkunnig för revision av strafflagen för krigsmakten, oljeutredningen 1945, 1946 års tryckeriutredning, Töreutredningen, utredningen angående de utländska tandläkarna, utredningen angående de icke-nordiska läkarnas efterutbildning, ordförande 1954 års utredning angående totalförsvarets personalbehov samt ordförande i nämnden för kommunal upplysningsverksamhet 1948–1953 och i Simfrämjandet 1949. Han var redaktör för Norstedts samhällsorientering "Bra att veta" 1950 samt skrev Arbetarungdomen och försvaret (1947), Sanningen om oljan (1947), Den nya kommunindelningen i text, statistik och kartor (1950) och På en fjärdedel av kartan (1953). 
Thunborg var gift (1941) med Gertrud Thunborg, dotter till Gustav Möller. Thunborg tog sitt liv efter att ha blivit osams med några partimedlemmar och kritiserats för beslut han fattat.